# Stazione di Sant'Alessio Siculo-Forza d'Agrò
La stazione di Sant'Alessio Siculo-Forza d'Agrò è una stazione ferroviaria posta al km 300+195 della linea Messina-Siracusa a servizio dei comuni di Sant'Alessio Siculo, nel quale insiste, e di Forza d'Agrò sito nell'entroterra.

## Storia
La stazione venne realizzata costruendo un binario di raddoppio, un marciapiede e un fabbricato viaggiatori, lato mare rispetto alla ferrovia, nel territorio comunale di Forza d'Agrò, nella piccola frazione costiera di Sant'Alessio; prese pertanto il nome di stazione di Forza d'Agrò cui, in seguito, fu aggiunto quello di Sant'Alessio. Nel 1948 la frazione di Forza d'Agrò, Sant'Alessio si costituì in comune autonomo e ciò portò anche all'inversione dei nomi nel titolo in quanto l'infrastruttura insiste sul territorio di quest'ultimo.
La stazione fu sempre presenziata da capostazione in quanto adibita anche alle funzioni di movimento dei treni fino alla fine degli anni novanta. La riorganizzazione della linea operata da RFI ha portato al suo declassamento a fermata.

## Strutture e impianti
La stazione è dotata di un piccolo fabbricato a due elevazioni e un marciapiede. Era fornita di ponte a bilico da 30 t e di un piccolo scalo merci, ma non sono più operativi.

## Movimento
Il quadro dell'orario invernale del 1938 in vigore dal 4 dicembre riporta la fermata di 10 treni accelerati provenienti da Messina e in senso inverso di 5 accelerati da Catania e 3 da Taormina-Giardini.
Nel 2014 il servizio offre la fermata di 11 treni regionali feriali provenienti da Messina. In senso inverso i treni che vi effettuano fermata sono 11.